# UnbeliEVAble Entertainment
UnbeliEVAble Entertainment est une société de production créé en 2005 par Eva Longoria qui produit des films, des émissions de télévision, des séries télévisées et des documentaires. L'un des buts premiers de sa société et de mettre en avant la communauté latino et les femmes,,,.

## Historique

### Les débuts

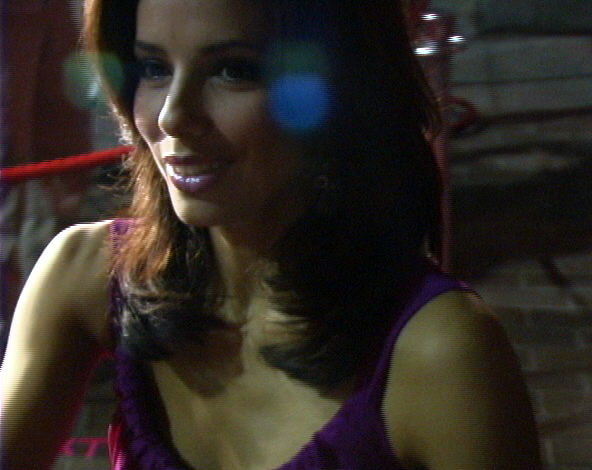
Longoria en 2005, année de création dUnbeliEVAble Entertainment.

En 2005, fraîchement révélée au grand public par la série télévisée Desperate Housewives, Eva Longoria décide de créer sa propre boîte de production. Elle explique avoir toujours eu le sens des affaires et que ce rôle lui permet d'avoir le contrôle sur les décisions stratégiques qui entourent la production d'une série ou d'un film, à savoir : le choix du casting, l'écriture des scénarios, les prises de vues, la détermination du budget etc.
Au commencement, sa société participe à la production de plusieurs éditions de la cérémonie de récompenses des ALMA Awards (2006-2007-2008-2009-2011). Ces distinctions sont attribuées aux personnalités latino dans le domaine du cinéma, de la télévision, de la musique et du design et qui promeut des représentations positives des Latinos dans le domaine du divertissement. Ils ont pris la suite des Bravo Awards.
En 2008, elle assure la production de l'émission présentée par Maria Bravo The Philanthropist, dont le but est de recueillir des fonds pour la recherche sur l'épidermolyse bulleuse.
En 2010, elle produit un documentaire intitulé Latinos Living the American Dream ou elle part à la rencontre de latinos qui vivent leur rêve américain.

### Séries télévisées et pilote(s)

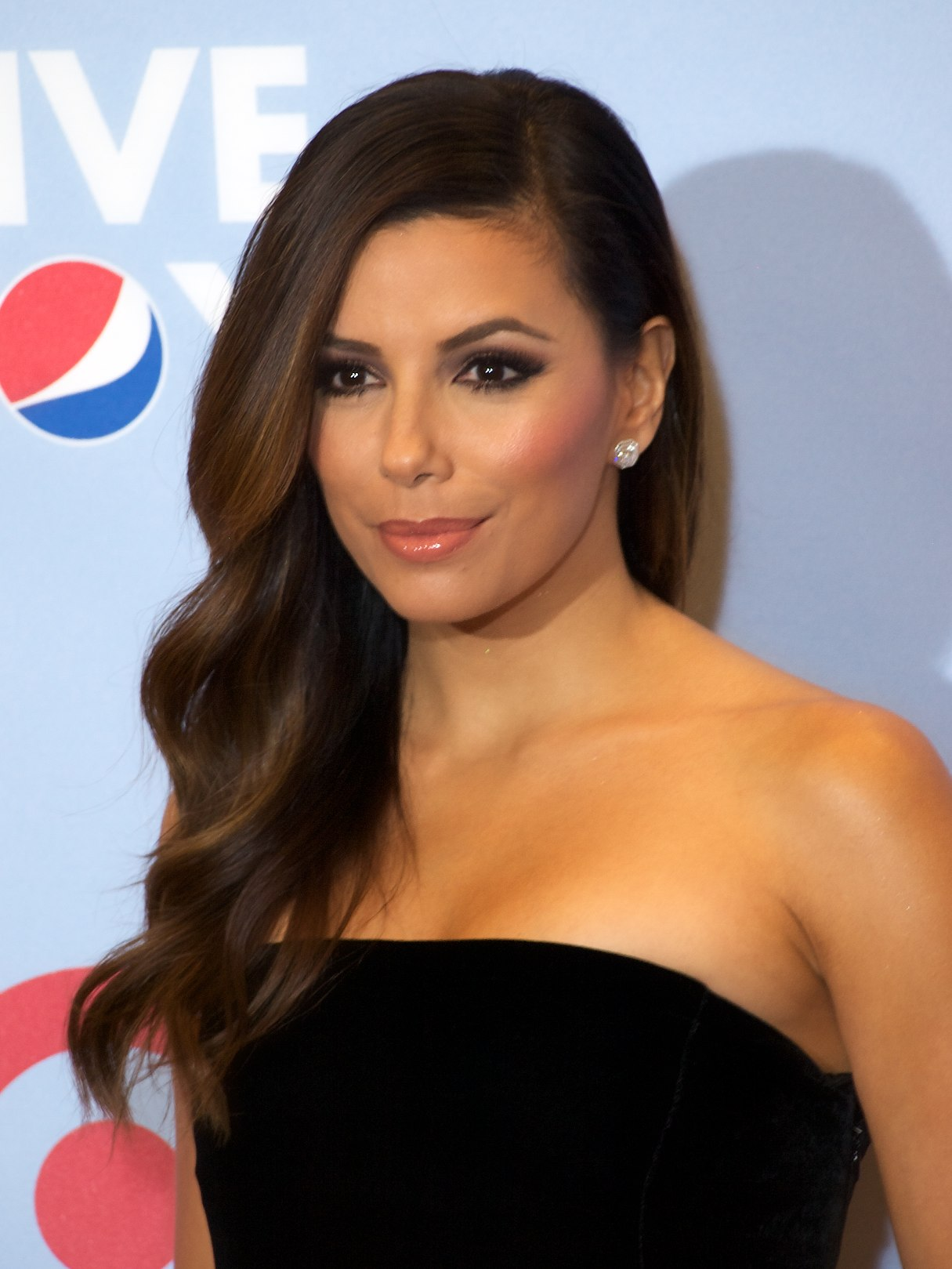
Lors des ALMA Awards de 2012, une cérémonie dont elle a assuré la production de plusieurs éditions.

En 2012, elle signe un accord avec NBC afin de produire Ready for Love, une émission de dating. Diffusée en 2013, cette télé réalité présentée par Giuliana Rancic fut un échec d'audiences. 2013 toujours, elle vend à ce même réseau, une série judiciaire intitulée Vega v. Vega qui suit le quotidien d'une jeune avocate contrainte de travailler avec sa mère,. Dans le même temps, c'est au réseau ABC qu'elle vend un autre projet de série intitulée Trust qui est adaptée d'une telenovela colombienne.
Mais cette année est surtout marquée par sa collaboration avec Marc Cherry pour la série Devious Maids. Avec Roselyn Sánchez, Ana Ortiz, Judy Reyes et Dania Ramírez, cette dramédie fait les beaux jours de Lifetime pendant quatre saisons, jusqu'en 2016. Longoria profitera du succès du show pour faire ses débuts en tant que réalisatrice.
Parallèlement, elle continue de vendre des projets de séries à des réseaux importants, comme Bookclub (2014) et 940 Sundays (2016) pour ABC. Elle participe aussi à la production de John Wick avec Keanu Reeves comme tête d'affiche. Il s'agit d'un film d'action américain réalisé par David Leitch et Chad Stahelski, sorti en 2014, qui rencontre le succès au box-office.
L'année suivante, elle produit le court métrage dramatique Wasted Beauty récompensé lors de quelques festivals du cinéma indépendant.
Puis, elle porte et produit Telenovela, une sitcom comique diffusée par NBC, qui ne dure cependant qu'une saison, faute d'audiences.
En 2016, la société signe un partenariat avec Universal Pictures. À la suite de cela, elle s'apprête, en 2018, à réaliser son premier long métrage dans lequel elle occupe le premier rôle aux côtés de Kerry Washington, la comédie 24-7,.
Entre-temps, elle développe un projet de reboot féminin de la série culte Magnum, toujours avec ABC, mais le projet ne dépasse finalement pas le stade de pilote et c'est un autre remake, Magnum P.I qui voit le jour.

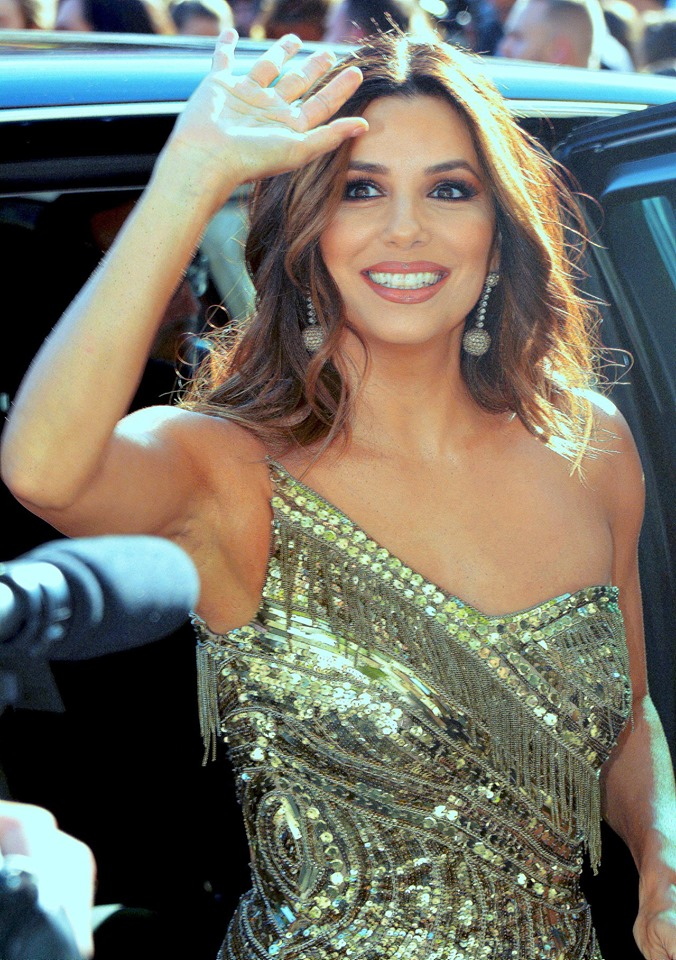
Eva Longoria au Festival de Cannes 2019.

En 2018, après plusieurs projets restés au stade de pilote, ABC commande finalement une série produite par Longoria, Grand Hotel. Il s'agit d'une adaptation modernisée de la série télévisée espagnole Grand Hôtel, créée par Ramón Campos et Gema R. Neira et diffusée entre 2011 et 2013 sur Antena 3. Cette version, diffusée en 2019, met en scène Demián Bichir et Roselyn Sánchez dans les premiers rôles,. Concernant l'équipe qui l'entoure pour cette production, Eva Longoria reste fidèle à ses engagements et annonce que la moitié des scénaristes et réalisateurs de la série sont des femmes ou des personnes de couleur. Mais la série est annulée au bout d'une saison, à cause d'une érosion des audiences.
La même année, elle produit un documentaire de Netflix, Reversing Roe qui explore la lutte pour le droit des femmes à la procréation.
En 2019, elle produit et réalise le premier épisode d'une série comique développée pour le réseau The CW Television Network, dont Brooke Shields est la vedette, Glamorous,. Alors qu'elle fait ses débuts en tant que réalisatrice d'un long métrage pour la comédie 24-7 dans laquelle elle occupe l'un des premiers rôles face à Kerry Washington, elle produit, dans le même temps, un drame féminin pour Universal Pictures, Tias qui lui permet de retravailler avec des collaborateurs de Desperate Housewives et Telenovela.  

## Filmographie

### Production
- 2006 : ALMA Awards (émission de télévision)
- 2007 : ALMA Awards (émission de télévision)
- 2008 : ALMA Awards (émission de télévision)
- 2008 : The Philanthropist (téléréalité)
- 2009 : ALMA Awards (émission de télévision)
- 2010 : Latinos Living the American Dream (documentaire)
- 2010 : Sendera (pilote pour ABC[38])
- 2010 : Parenting by Committee (pilote pour ABC[38])
- 2010 : Aztec (mini-série[38])
- 2011 : Behind the Seams (pilote pour ABC[39])
- 2011 : A Woman Of Steel (pilote pour ABC[39])
- 2011 : ALMA Awards (émission de télévision)
- 2013 : Ready for Love (téléréalité[9])
- 2013 : Vega v. Vega (pilote pour NBC[11])
- 2013-2016 : Devious Maids (série télévisée)
- 2014 : John Wick (long métrage)
- 2014 : Food Chain (documentaire)
- 2014 : Trust (pilote pour ABC[13])
- 2014 : Bookclub (pilote pour ABC[17])
- 2015 : Wasted Beauty (court métrage)
- 2015-2016 : Telenovela (série télévisée)
- 2016 : The Third Man (documentaire)
- 2016 : 940 Sundays (pilote pour ABC[18])
- 2018 : Reversing Roe (documentaire)
- 2019 : Grand Hotel (série télévisée)
- 2019 : Glamorous (pilote pour The CW[35])
- prochainement
- 24-7 (long métrage)
- Tias (long métrage)